# Jüdische Gemeinde Grosbliederstroff

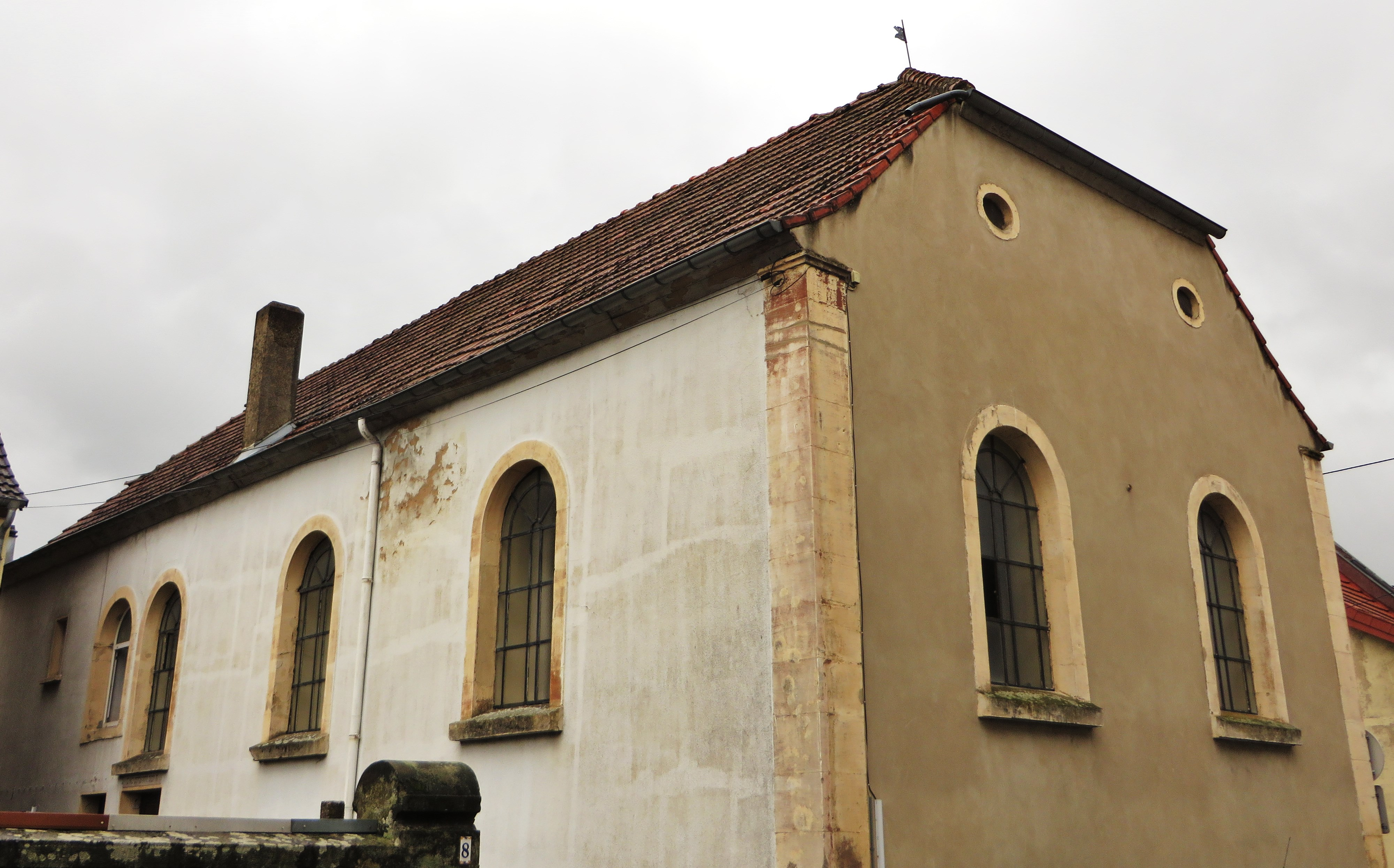
Synagoge in Grosbliederstroff

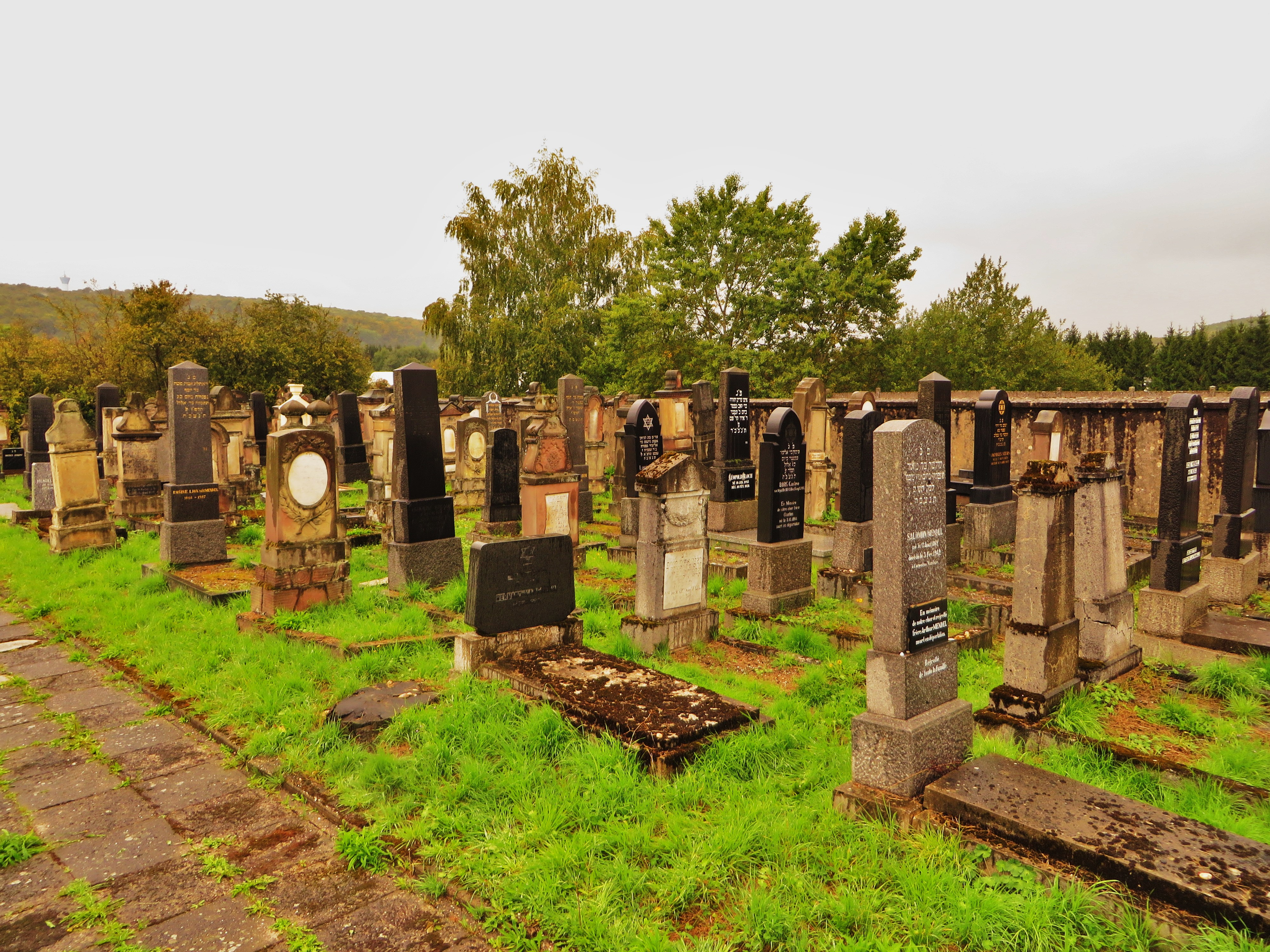
Jüdischer Friedhof in Grosbliederstroff

Eine Jüdische Gemeinde in Grosbliederstroff, einer französischen Gemeinde im Département Moselle in Lothringen, bestand seit dem Ende des 17. Jahrhunderts.

## Geschichte
Im Jahr 1690 ist eine Familie Lévy bezeugt, die aus der Kurpfalz kam. 1753 wurde einer zweiten Familie erlaubt, sich im Ort niederzulassen. Anfang des 20. Jahrhunderts zogen jüdische Familien aus Créhange, Loupershouse und Langensoultzbach zu. Ebenso zogen aus dem Nachbardorf Rouhling, wo sich ein jüdischer Friedhof befindet, jüdische Familien nach Grosbliederstroff. Die jüdische Gemeinde gehört seit 1808 zum israelitischen Konsistorialbezirk Metz.

## Synagoge
Auf dem ersten Katasterplan von 1811 ist bereits eine Synagoge eingezeichnet, die sich hinter dem Haus des Händlers Mendel Salomon befand, an der heutigen 28 und 30, rue de la Liberté. Diese Synagoge wurde zu eng für die steigende Zahl der Gemeindemitglieder. Im Jahr 1835 waren es ungefähr 227 und in diesem Jahr begann die jüdische Gemeinde eine neue Synagoge zu errichten. 
Die Synagoge wurde 1944/45 von Artillerietreffern schwer beschädigt und musste deshalb nach 1945 komplett renoviert werden. Dabei wurden wesentliche Änderungen vorgenommen, so wurde z. B. der Innenraum auf ein Drittel der Fläche verkleinert und der gewonnene Raum für den Bau einer Wohnung genutzt. Am 19. Juni 1949 fand der erste Gottesdienst nach dem Krieg statt. 
Auf dem Türsturz befindet sich eine marmorne Tafel mit der hebräischen Inschrift: Hier ist das Tor des Ewigen, die Gerechten werden es durchschreiten (Psalm 118, 20).

## Rituelles Bad
Ein rituelles Bad (Mikwe) befand sich zwischen der alten Synagoge und dem Haus des Mendel Salomon. Es wurde von Regenwasser und von einer Wasserleitung gespeist.

## Schule
Im Jahr 1836 kaufte die jüdische Gemeinde ein Grundstück neben der Synagoge und errichtete darauf ein Schulgebäude mit zwei Wohnungen, eine für den Lehrer und die andere für den ministre officiant. Nach dem Zweiten Weltkrieg wurde dieses Haus von der Gemeinde verkauft.